# Imeong
Imeong is de hoofdplaats van de Palause staat Ngeremlengui en telt 132 inwoners (2009).
De omgeving van Imeong, die wordt gekenmerkt door een afwisseling van onder meer regenwoud, savanne en mangroven, is in 2004 onder de naam Imeong Conservation Area op de voorlopige lijst voor het statuut van UNESCO-Werelderfgoed geplaatst in de gemengde categorie.